# تک‌گویی اشک‌های در باران
" اشک‌های در باران " (که همچنین به عنوان " گفتار پرتوهای سی " نیز شناخته می‌شود) یک تک‌گویی ۴۲ واژه‌ای از واپسین گفته‌های شخصیت روی باتی (با بازی روتخر هاور) در فیلم بلید رانر ساخته ریدلی اسکات در سال ۱۹۸۲، است. این تک‌گویی که نوشته دیوید پیپلز است و هاور در آن تغییراتی داده، توجه زیادی به خود جلب کرده‌است. مارک رولندز آن را «شاید تکان دهنده‌ترین تک گویی مرگ در تاریخ سینما» توصیف کرده‌است. این تک‌گویی به عنوان لحظه‌ای تعیین‌کننده در پیشه بازیگری هاور در نظر گرفته می‌شود.

## پیش‌زمینه

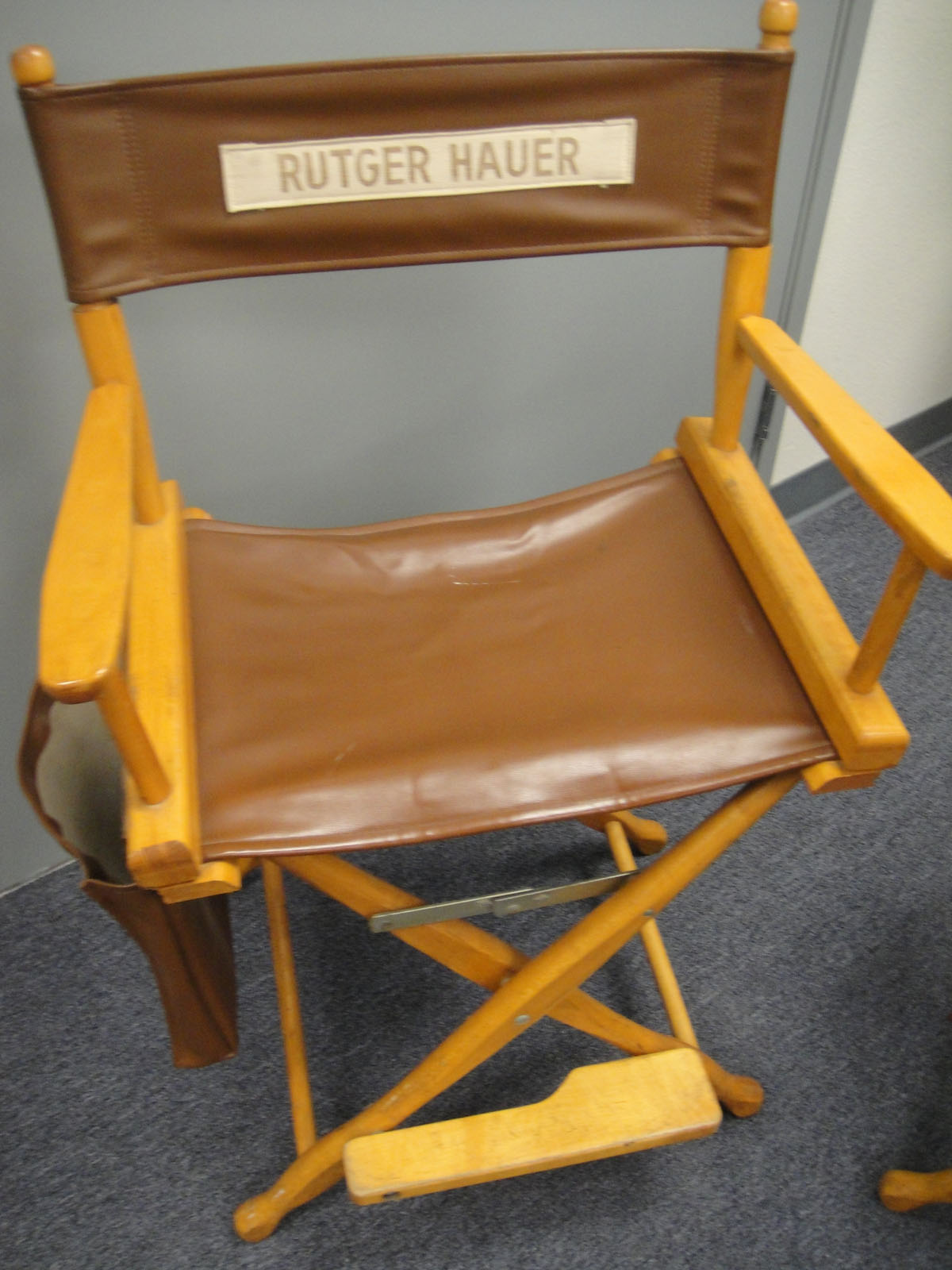
صندلی هاور در هنگام ساخت فیلم

تک‌گویی اشک‌های در باران در پایان بلید رانر، که در آن به کاراگاه ریک دکارد (با بازی هریسون فورد) دستور داده شده‌است برای پیدا کردن و کشتن روی بتی، که یک اندروید (انسان‌نما) سرکش است، گفته می‌شود. در تعقیب و گریز روی پشت بام ساختمان‌ها و زیر باران شدید، دکارد در یکی از پرش‌ها تعادلش را از دست می‌دهد و از لبه پشت‌بام آویزان می‌شود و نزدیک است که سقوط کند و بمیرد. بتی دست از فرار برمی‌دارد و به عقب برمی‌گردد و به دکارد می‌گوید که بازی عوض شده‌است، با این وجود او در آخرین لحظه دکارد را بالا می‌کشد. سپس، روی که می‌داند پایان زندگی‌اش نزدیک است تجربه‌ها و فناپذیری خود را با مکث‌های دراماتیک بین هر جمله به زبان می‌آورد:
من چیزهایی را دیده‌ام که شما مردم باور نمی‌کنید… کشتی‌های فضایی تازان را بر شانه‌های شکارچی (هم‌اختران) دیده‌ام… من پرتوهای سی را تماشا کردم که در تاریکی، نزدیک دروازه تانهاوزر می‌درخشند. همه آن لحظه‌ها در زمان گم خواهند شد، مانند اشک‌هایی در باران… زمان مردن است.

## فیلم‌نامه و هم‌بخشی هاور
در مستند روزهای خطرناک: ساخت بلید رانر، هاور، کارگردان ریدلی اسکات و فیلمنامه‌نویس دیوید پیپلز تأیید می‌کنند که هاور به اندازه زیادی تک‌گویی «اشک‌های در باران» را تغییر داده‌است. هاور در زندگی‌نامه خود گفت که او تنها نوشته اصلی تک‌گویی را به چند سطر قطع کرده و یک جمله هم به آن افزوده: «همه آن لحظه‌ها در زمان از دست خواهند رفت، مانند اشک‌های در باران». یکی از رونوشت‌ها و نسخه‌های پیشین در فیلمنامه پیش‌نویساین بود:
من رخدادهایی را می‌شناختم، مکان‌هایی را دیده‌ام که شما مردم هرگز نخواهید دید، من بیرون از جهان بوده‌ام و… به درون آن بازگشتم! من با عرق در چشمانم روی عرشه پشتی رهسپار اردوگاه‌های غبارآلود ایستاده‌ام و ستارگان را بر شانه شکارچی (هم‌اختران) دیده‌ام… وزیدن باد در موهایم را حس کرده‌ام، سوار بر کلک‌های آزمایشی از کهکشان‌های سیاه گذشته‌ام و دیده‌ام که ناوگانی تازان به مانند کبریت می‌سوزد و ناپدید می‌شود. من آن را دیده‌ام، احساسش کردم…!
و فیلمنامه اصلی، پیش از بازنویسی هاور، این بود:
من چیزهایی دیده‌ام… چیزهایی دیده‌ام که شما آدم‌های کوچک باور نمی‌کنید. کشتی‌های فضایی تازان بر شانهٔ شکارچی (هم‌اختران) که مانند منیزیم می‌درخشند را دیده‌ام… من روی عرشه‌های پشتی یک کشتی تندرو سوار شدم و پرتوهای سی را در تاریکی نزدیک دروازه تانهاوزر تماشا کردم. همه آن لحظه‌ها… آنها خواهند رفت.
هاور این تک‌گویی را «گفتگوی اپرا» و «سخنرانی با فناوری پیشرفته» توصیف کرد که هیچ پیوندی با بقیه فیلم نداشت، بنابراین شب پیش از فیلمبرداری بدون اطلاع اسکات، «چاقویی در آن فروکرد». پس از فیلمبرداری صحنه با نسخه هاور، اعضا و کارکنان فیلم شروع به دست زدن کردند و برخی حتی اشک ریختند. در مصاحبه ای با دن جولین، هاور گفت که این سطرهای پایانی نشان می‌دهد که باتی می‌خواهد «نشان خود را بر هستی بگذارد… انسان‌نما در صحنه پایانی، با مردن، به دکارد نشان می‌دهد که یک مرد واقعی و راستین از چه چیزی ساخته شده‌است».

## بازخورد و واکاوی
سیدنی پرکوویتز که در هالیوود ساینس می‌نویسد، تک‌گویی را ستایش کرد: «اگر یک تک‌گویی برجسته در سینمای علمی تخیلی وجود داشته باشد، همان تک‌گویی پایانی باتی است.» او می‌گوید که این تک‌گویی «ویژگی‌های انسانی انسان‌نما را آمیخته با هوش مصنوعی او نمایش می‌دهد». جیسون وست، که در د موویز (The Movies) می نویسد، تک‌گویی را ستایش کرد: «بازی ماهرانه هاور در تداعی و به یادآوری آرام خاطره‌ها، تجربه‌ها و احساس‌هایی که زندگی کوتاه باتی را هدایت کرده‌اند، دلخراش است».
مایکل نیوتن، نویسنده گاردین، نوشت: «در یکی از درخشان‌ترین سکانس‌های فیلم، روی و دکارد روی پشت‌بام آپارتمان‌ها و در هوایی تار و تیر یکدیگر را دنبال می‌کنند و قایم موشک بازی می‌کنند. همچنان که آنها به این تعقیب و گریز ادامه می‌دهند، شباهت میان آنها هم نیرومندتر می‌شود - هر دو هم شکار و هم شکارچی هستند، هر دو درد دارند، هر دو با دستانی آسیب‌دیده و پنجه مانند مبارزه می‌کنند. اگر فیلم پیوندی را در اینجا پیشنهاد می‌کند که خود دکارد در این مرحله ممکن است هنوز آن را انکار کند، در پایان این شک و گمان از میان می‌رود. زندگیِ روی از کار دلسوزانه و ترحم‌آمیز است که نجات داده می‌شود، کاری که او را از دیدگاه اخلاقی در برابر موسسه‌های بازرگانی که بر آن هستند تا او را بکشند بالاتر می‌گذارد. اگر دکارد نمی‌تواند خود را در دیگری ببیند، روی می‌تواند. کبوتر سفیدی که نمادگرایانه در لحظه مرگِ روی پرواز می‌کند، شاید مرزهای همباوری و اعتماد را به شکل نمادین بیش از حد گسترش می‌دهد. اما دست کم برای من فیلم آن لحظه مهم را به دست آورده‌است، و نشان می‌دهد که در انسان‌نما، مانند فناوری تکراری خود فیلم، جایی برای چیزی انسانی مانده‌است.»

### دروازه تانهاوزر
در فیلم توضیحی دربارهٔ «دروازه تانهاوزر» داده نشده‌است. این مکان احتمالاً از اقتباس اپرایی تنهوزر از ریچارد واگنر دربارهٔ افسانه شوالیه و شاعر آلمانی سده میانی تانهاوزر گرفته شده‌است. پس از فیلم این اصطلاح در سایر زیرسبک‌های علمی تخیلی باز هم استفاده شده‌است.
جوآن تیلور، در مقاله‌ای که دربارهٔ فیلم نوآر و شناخت‌شناسی آن بحث می‌کند، به پیوند میان اپرای واگنر و ارجاع باتی اشاره می‌کند و پیشنهاد می‌کند که باتی خود را با تانهاوزر واگنر، شخصیتی که از مهربانی و بخشایش انسان‌ها و خدا خارج شده‌است، قرار دهد. همان‌طور که او ادعا می‌کند، هم انسان و هم خدا، شخصیت‌هایی هستند که سرنوشت آنها خارج از کنترل آنهاست.

## ارجاع‌های مهم دیگر
این تک‌گویی به عنوان آخرین قطعه آلبوم موسیقی متن فیلم نیز می‌آید.
تأثیر تک‌گویی را می‌توان در موارد زیر نیز دید:
هنگامی که تری برنز، برادر ناتنی دیوید بووی در سال ۱۹۸۵ با خودکشی درگذشت، در یادداشتی که بویی همراه با دسته گل رز برای خاکسپاری فرستاده بود، نوشته شده بود: «تو چیزهای بیشتری از آنچه که ما تصور می‌کنیم دیده‌ای. اما تمام این لحظه‌ها مانند اشک‌هایی که با باران شسته می‌شوند از دست خواهند رفت. خدا تو را بیامرزد. - دیوید."
در فیلم سرباز (۱۹۸۸)، که توسط دیوید پیپلز، یکی از نویسندگان بلید رانر نوشته شده‌است و به باورد هواداران در همان جهان بلید رانر روی می‌دهد، اشاره ای ظریف به تک‌گویی بلید رانر می‌شود که کرت راسل فاش می‌کند در نبرد دروازه تانهاوزر جنگیده‌است.
در فیلم دومینو ساخت ۲۰۰۵ تونی اسکات، شخصیت کایرا نایتلی یک خالکوبی در پشت گردن خود دارد که روی آن نوشته شده‌است: «اشک‌های در باران» که ادای احترامی به برادرش ریدلی اسکات کارگردان بلید رانر بود.
در قسمت هشتم فصل اول بازسازی کابوی بیپاپ، ساخت نتفلیکس، پیرو لو فو تک‌گویی «اشک‌های در باران» را بازنویسی می‌کند. بعداً، جت بلک از اسپایک اشپیگل می‌پرسد که آیا او در هم‌اختران شکارچی یا دروازه تانهاوزر جنگیده‌است.